# الانا استار
الانا استار (به انگلیسی: Allanah Starr) آلانا استار بازیگر فیلم‌های پورنوگرافی تراجنسیتی (زاده ۱۰ ژوئیهٔ ۱۹۸۴) در کوبا است. او یک ترنس است.

## زندگی‌نامه

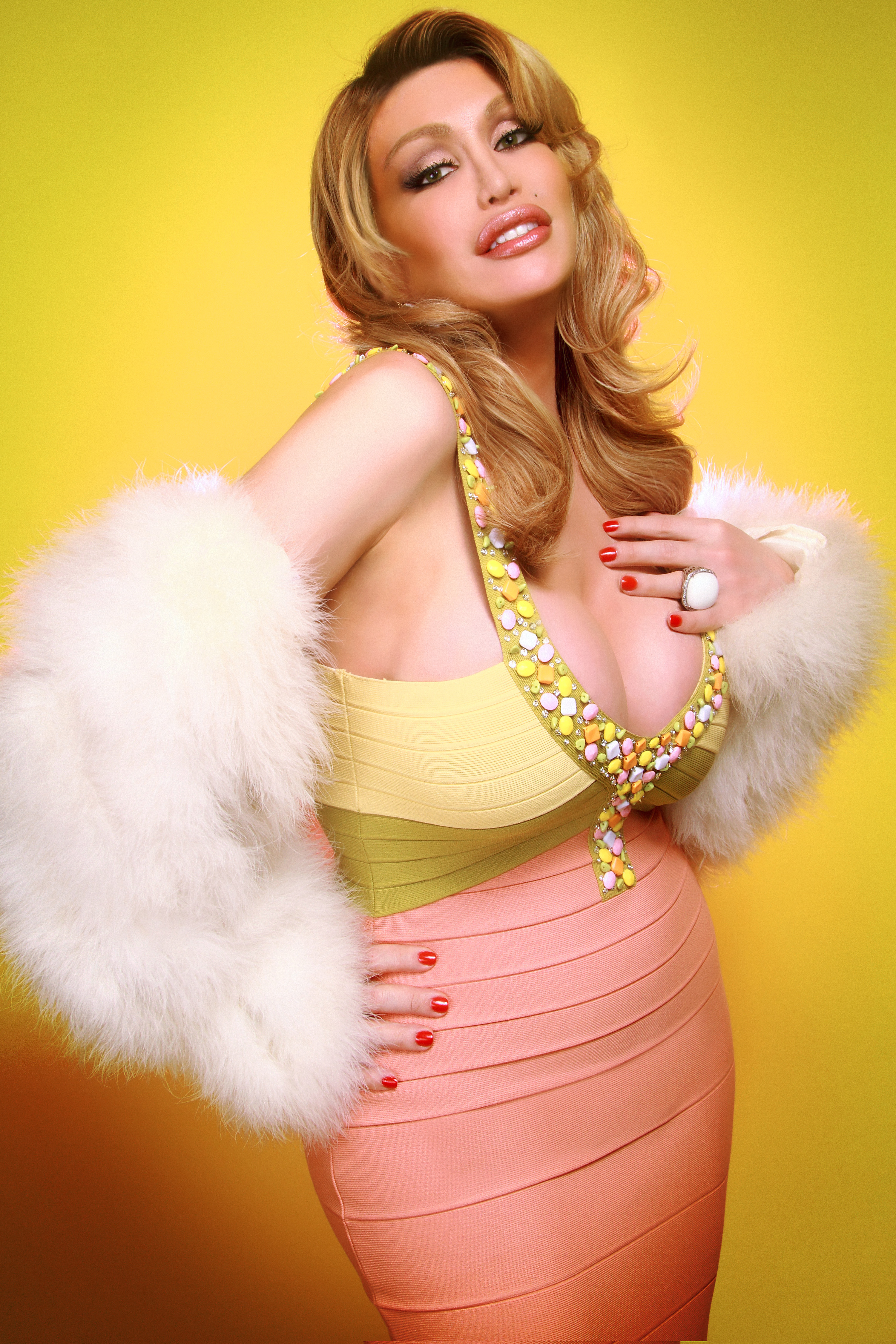
Allanah Starr (2014)

در کوبا متولد شد. سپس با خانواده‌اش به آمریکا مهاجرت کرد. او در میامی، فلوریدا بزرگ شد، اما بعداً در حدود سال ۱۹۹۹ به شهر نیویورک نقل مکان کرد.
او می‌گوید که «همیشه احساس زنانگی می‌کرد» اما تا بعد از دبیرستان شروع به پوشیدن لباس زنانه نکرد.
او بازی در فیلم‌های بزرگسالان را در سال ۲۰۰۲ در سن ۱۸ سالگی آغاز کرد.
در سال ۲۰۱۲ به کار خود پایان می‌دهد. او در مجموع در ۲۴ فیلم بازی کرد.
معروف‌ترین فیلم او Big Boob Adventures Allanah Starr به کارگردانی و تهیه کنندگی Gia Darling است.
در سال ۲۰۱۰، مارک کوین، هنرمند بریتانیایی چندین مجسمه خلق کرد که آلانا استار به عنوان مدل برای آنها خدمت کرد.

## فیلم‌شناسی
- ست جت Shemale جوآنا جت (۲۰۰۳)
- She-Male Strokers 3 (2003)
- She-Male Strokers 12 (2004)
- آجیل مخلوط و یک چیپس شکلاتی (۲۰۰۵)
- Tooled Up Shemales (2005)

Transsexual Heartbreakers 23* (۲۰۰۵)
- ماجراهای سینه بزرگ آلنا استار (۲۰۰۵)

## جوایز و نامزدها
- جایزه AVN 2007 برای مجری ترنس‌جنسی سال (نامزد شده)[۴]
- جایزه AVN 2008 برای مجری ترنسکشوال سال (برنده)[۵]
- ۲۰۰۷ بهترین تبلیغ کننده مهمانی گلمی (نامزد)
- ۲۰۰۸ بهترین تبلیغ کننده مهمانی گلمی (نامزد)
- ۲۰۰۷ خشن‌ترین صحنه سکس جایزه AVN با باک فرشته (نامزد)